# Знаменосець
Знамено́сець (болг. Знаменосец) — село в Старозагорській області Болгарії. Входить до складу общини Раднево.

## Населення
За даними перепису населення 2011 року у селі проживали 606 осіб, з них 599 осіб (99,0%) — болгари.
Розподіл населення за віком у 2011 році:
Динаміка населення: